# Bebop (composition)
Pour les articles homonymes, voir Bebop (homonymie).
Clip vidéo
[vidéo] « Bebop (For musicians only 1958) - Dizzy Gillespie - Stan Getz - Sonny Stitt », sur YouTube
Bebop est un standard de jazz bebop de référence, improvisé par les trompettiste et saxophonistes de jazz américain Dizzy Gillespie, Stan Getz, et Sonny Stitt, enregistré le 16 octobre 1956 chez Radio Recorders (en) d'Hollywood à Los Angeles aux États-Unis, pour leur album For Musicians Only (en) de 1958,.

## Histoire

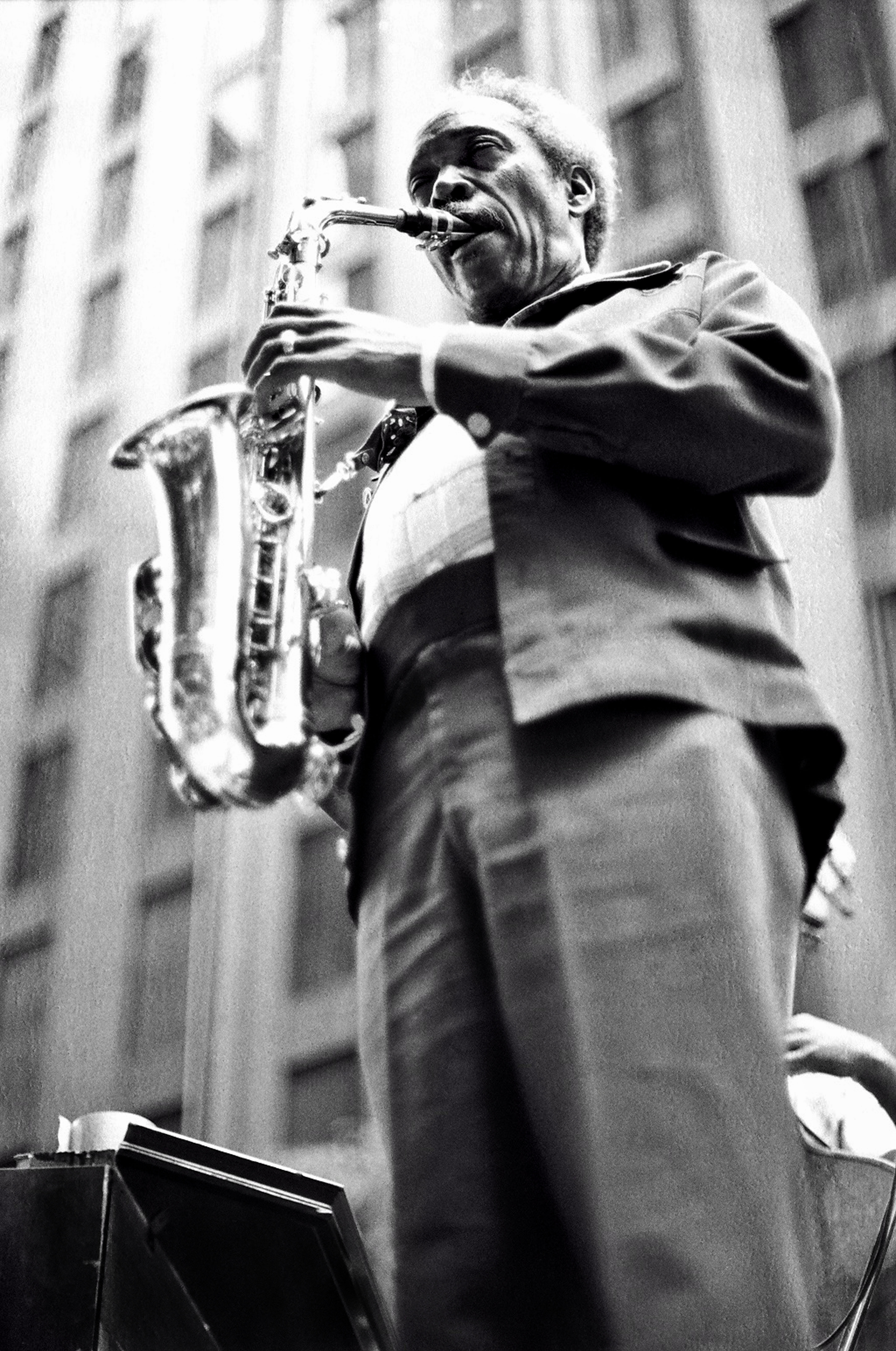
Sonny Stitt en 1976

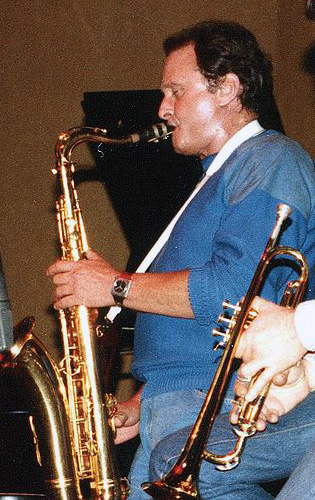
Stan Getz en 1983

Dizzy Gillespie (un des fondateurs du jazz bebop d’après-guerre) adopte sa trompette emblématique coudée vers le haut en 1952, puis multiplie ses collaborations occasionnelles avec les meilleurs jazzmen de son temps, dont Sonny Rollins, Duke Ellington, Count Basie, Oscar Peterson, Stan Getz, Roy Eldridge, ou Sonny Stitt...
Dizzy Gillespie, Stan Getz et Sonny Stitt rivalisent de virtuosité avec des solos de trompette et de saxophones, pendant plus de 12 minutes, au rythme frénétique ultra-rapide de 340 battements par minute (200 battements par minute est considéré comme très rapide, et 250 comme inouïe) pour enregistrer ensemble en une seule prise improvisée du 16 octobre 1956 chez Radio Recorders (en) d'Hollywood à Los Angeles, cet album de jazz bebop de référence, accompagnés par John Lewis au piano, Herb Ellis à la guitare, Ray Brown à la contrebasse, et Stan Levey à la batterie,.

## Dizzy Gillespie, Stan Getz, et Sonny Stitt sextet
- Dizzy Gillespie : trompette
- Sonny Stitt : saxophone alto
- Stan Getz : saxophone ténor
- John Lewis : piano
- Herb Ellis : guitare
- Ray Brown : contrebasse
- Stan Levey : batterie